# SoftBank 815T
fanfun.SoftBank 815T（ソフトバンク はちいちごティー）は東芝が開発しソフトバンクモバイルが販売するW-CDMA通信方式の携帯電話端末。
ここでは、2008年4月26日発売のケータイ捜査官7コラボレーションモデル、フォンブレイバー 815T PBについても記述する。

## 主な機能・サービス
- ミュージックプレイヤー
- マイ絵文字
- フィーリングメール
- 赤外線機能（IrDA対応、IrSimpleは未対応）
- QRコード読み取り・作成
- バイリンガル
- 3D待受キャラクター「くーまん」、「くーまんの部屋」
- 今すぐ読メール
- バディートーク（815T PBのみ）
- 日本国内専用

| 主な対応サービス       | 主な対応サービス | 主な対応サービス | 主な対応サービス       |
| ---------------------- | ---------------- | ---------------- | ---------------------- |
| S!一斉トーク           | ホットステータス | Yahoo!mocoa      | S!ループ               |
| S!タウン               | S!速報ニュース   | S!情報チャンネル | S!FeliCa               |
| S!ミュージックコネクト | PCサイトブラウザ | 電子コミック     | S!アプリ（メガアプリ） |
| 着うたフル／着うた     | デコレメール     | S!アドレスブック | 3Gお天気アイコン       |
| レコメール             | TVコール         | 世界対応ケータイ | S!GPSナビ              |
| デルモジ表示           | ワンセグ         | 3G ハイスピード  | おなじみ操作           |

2014年3月8日以降、モバイルSuicaは非対応。

## 特徴
fanfun.SoftBank 815T 

ソフトバンクとしてはV501TとV501SH以来となる着せ替え携帯。通常のパネル以外にも内面や電池カバーも着せ替えすることが出来る。キャラクターや芸能人、ファッションブランドとのコラボレーションモデルも発売されている。
 フォンブレイバー 815T PB 

「ケータイ捜査官7」のコラボレーションモデル。人工知能型待受アプリ「バディートーク」搭載。また、番組連動のアプリも用意されており、株式会社ウィズより発売されているフォンブレイバーパーツを装着すると、同番組に登場するケータイロボット「フォンブレイバー」になる。　店頭でも展示されているが折りたたんだときの異様な厚みや手足があったりと店頭に展示されている機種でも目立つ。